# Stratigrafie (archeologie)

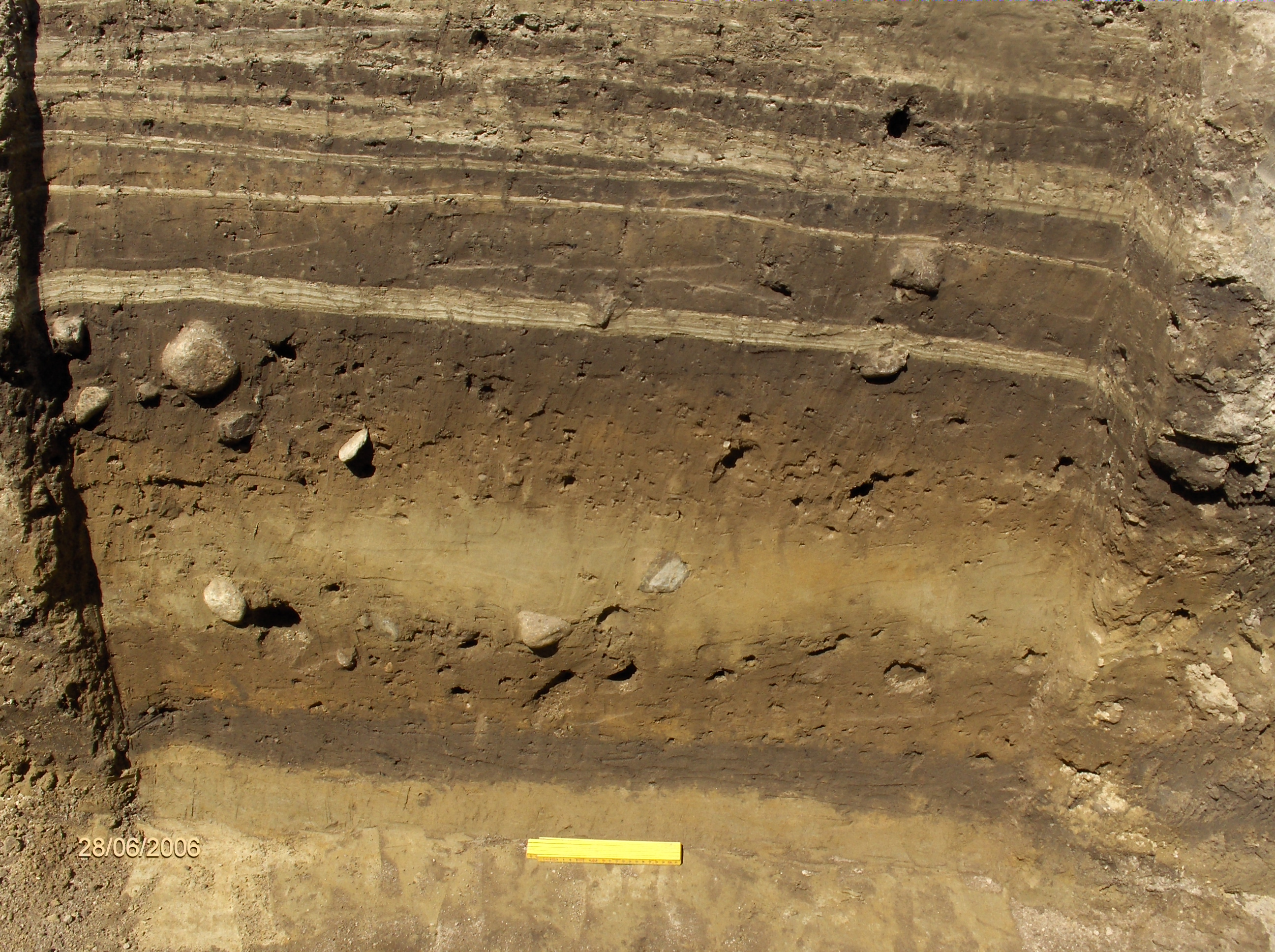
Vrstvy uloženin odhalené archeologickým výzkumem v obci Sogndal v Norsku

Stratigrafie v archeologii je studiem stratifikace, tedy postupného ukládání uloženin (vrstev) přírodního nebo antropogenního původu při vzniku archeologických pramenů. Jedná se o klíčový pojem moderní archeologické teorie i praxe a nezbytný základ všech archeologických výzkumů. Její užití v archeologii vychází z principů geologické stratigrafie.
Základním prvkem archeologické stratigrafie je stratigrafická jednotka (v anglosaských zemích kontext), označující každou událost, která zanechala stopy v archeologickém záznamu. Může se jednat o vrstvy uloženin (např. výplň příkopu), podlahu i zeď nebo naopak o výkop (např. hrobová jáma). Archeologická stratigrafie studuje nejen vlastní stratigragické jednotky, ale zejména vztahy mezi nimi, čímž vytváří sled událostí, které vedly ke vzniku archeologických pramenů (např. nejprve byl vykopán příkop opevnění, později byl zasypán).

## Principy archeologické stratigrafie
Hlavní zásady archeologické stratigrafie formuloval Angličan E. C. Harris v 70. letech 20. století. Jedná se o principy geologické stratigrafie, upravené tak, aby odpovídaly povaze archeologických pramenů.
Celý koncept vychází z předpokladu, že zemský povrch tvoří jednotlivé vrstvy uloženin, které se liší složením, barvou, texturou, aj. Za jejich vznikem stojí geologické procesy (eroze a akumulace), činností člověka (např. vykopáváním příkopů a jejich pozdějším zasypáváním) však vznikají i antropogenní uloženiny. Ty obvykle obsahují archeologické prameny a jsou předmětem archeologických výzkumů.
Mezi principy archeologické stratigrafie patří:
- Princip superpozice - poloha stratigrafických jednotek odpovídá posloupnosti jejich ukládání, tudíž výše uložené jednotky jsou mladší a spodní starší (uložily se dříve).

- Princip primární horizontality - nezpevněné (sypké, tekuté) uloženiny mají tendenci k vodorovnému ukládání s respektováním původního průběhu terénu (uloženiny přirozeně vytvářejí na rovině vodorovné vrstvy, na svazích kopírují svažitost terénu a postupně vlivem gravitace zaplňují níže položené části, kde opět vytváří vodorovné vrstvy).
- Princip primární kontinuity - nezpěvněné uloženiny mají tendenci k vytváření pozvolných, přirozeně vyznívajících okrajů, tudíž jakékoliv ostré, nepřirozené ukončení stratigrafické jednotky je třeba vysvětlovat umělým zásahem (např. výkop pro studnu má svislé hrany, narušující starší uloženiny). Tyto umělé zásahy je ovšem třeba odlišit od důsledků přirozené eroze.
- Princip stratigrafické posloupnosti - každá stratigrafická jednotka je vymezena vztahem k jednotce bezprostředně předcházející (starší) a bezprostředně následující (mladší), s nimiž má fyzický kontakt. Vztahy s dalšími stratigrafickými jednotkami jsou pro získání informací nadbytečné a není třeba je zaznamenávat.

## Dokumentace stratigrafie

Záznam složitého archeologického souvrství s vyznačením jednotlivých stratigrafických jednotek

Protože jsou archeologické nálezy nacházeny zpravidla pod zemí, je dobrá znalost nálezových okolností zásadní pro interpretaci každého objevu. Během archeologických výzkumů také obvykle dochází k nevratnému vyjímání archeologických památek z místa jejich uložení, proto je pečlivý záznam nálezových okolností včetně stratigrafie nutný pro uchování informací. Zatímco v počátcích svého oboru archeologové usilovali především o získání reprezentativních artefaktů, již v polovině 20. století se plně zaobírali zejména vrstvami uloženin, v nichž byly tyto artefakty zachyceny. S využitím principů geologické stratigrafie bylo možné řešit otázky, týkající se vzniku archeologických pramenů, jejich stáří i způsobu užití.
Archeologický výzkum musí respektovat přirozený sled stratigrafických jednotek a odkryv probíhá inverzně k jejich vzniku - nejprve jsou odebírány nejmladší (nejsvrchnější) vrstvy a postupuje se směrem k nejstarším. Každá stratigrafická jednotka by měla být rozeznána a evidována ještě před zahájením jejího rozebírání, aby se zabránilo ztrátě informací - zejména promíchání artefaktů pocházejících z odlišných stratigrafických jednotek nebo chybějící evidenci drobných stratigrafických jednotek (např. neidentifikované kůlové jámy v rámci většího objektu).

Každá identifikovaná stratigrafická jednotka musí být zachycena na podrobné kresbě i na fotografiích a zároveň je podrobně popsána, přičemž je označena jednoznačným identifikačním číslem. U uloženin je zaznamenávána zejména jejich barva, konzistence a převládající složka (hlína, písek, jíl). V případě výkopů jsou zjišťovány především rozměry a tvar. U konstrukcí se zaznamenává použitý materiál (kameny, cihly, dřevo, proutí), rozměry, spojovací materiál (malta, jíl) a další podrobnosti. Dále je nutné identifikovat vzájemné vztahy všech stratigrafických jednotek, aby bylo možné vytvořit matici, dokumentující vznik stratigrafie v místě výzkumu. 

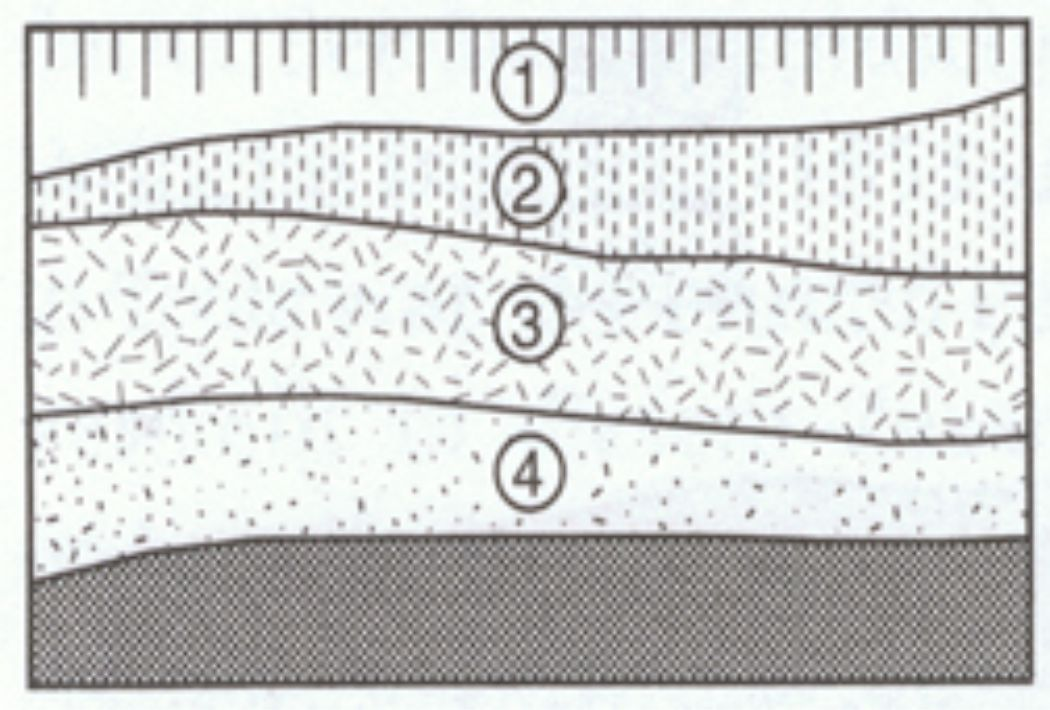
Souvrství, nenarušené mladšími zásahy obsahuje horizontálně uložené stratigrafické jednotky.
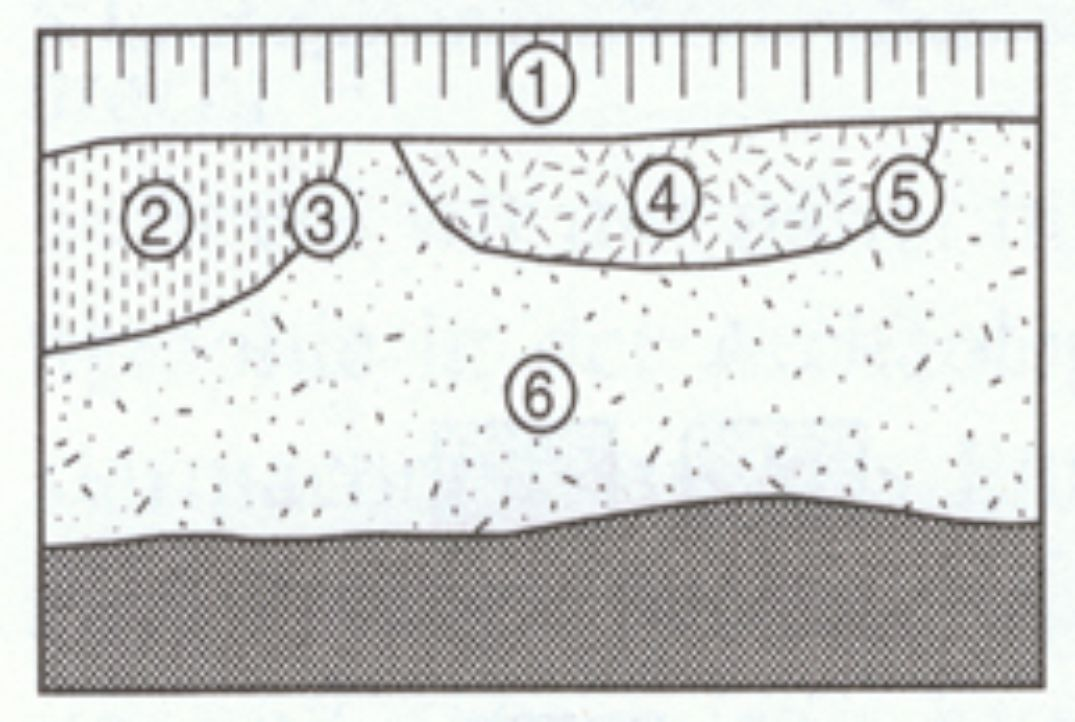
Vrstvy 2 a 4 spolu nemají žádný vztah, mohou být současné, ale nemusí.
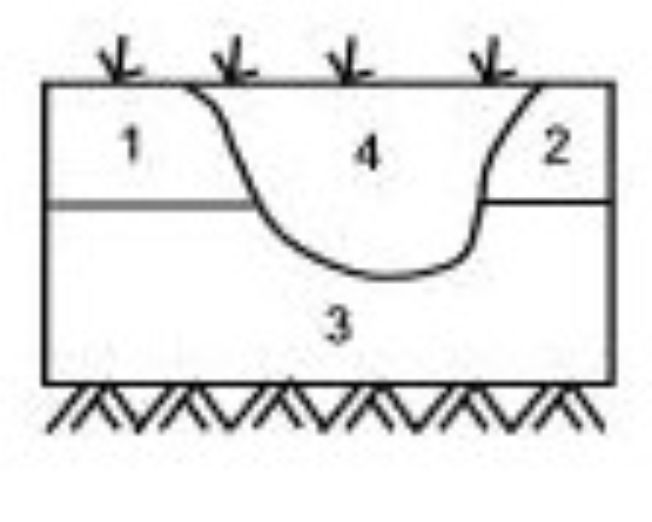
Vrstvy 1 a 2 jsou totožné, jsou součástí téže stratigrafické jednotky, ale byly rozdělené mladším výkopem (č. 4).
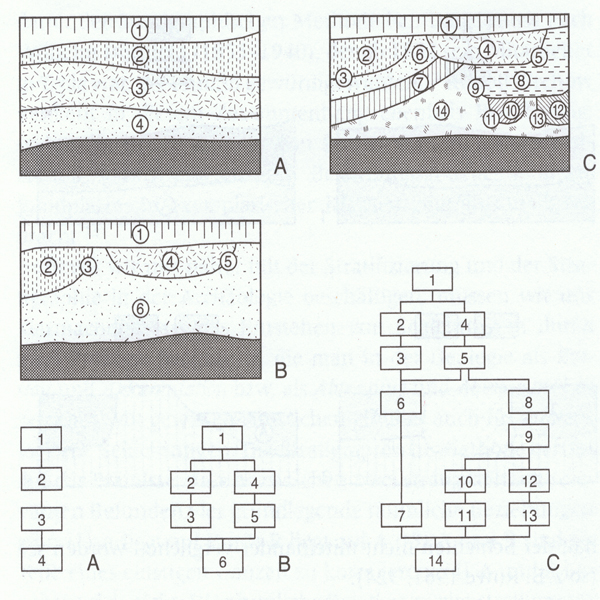
Zakreslené vrstvy a odpovídající matice

## Stratigrafie a datování archeologických nálezů

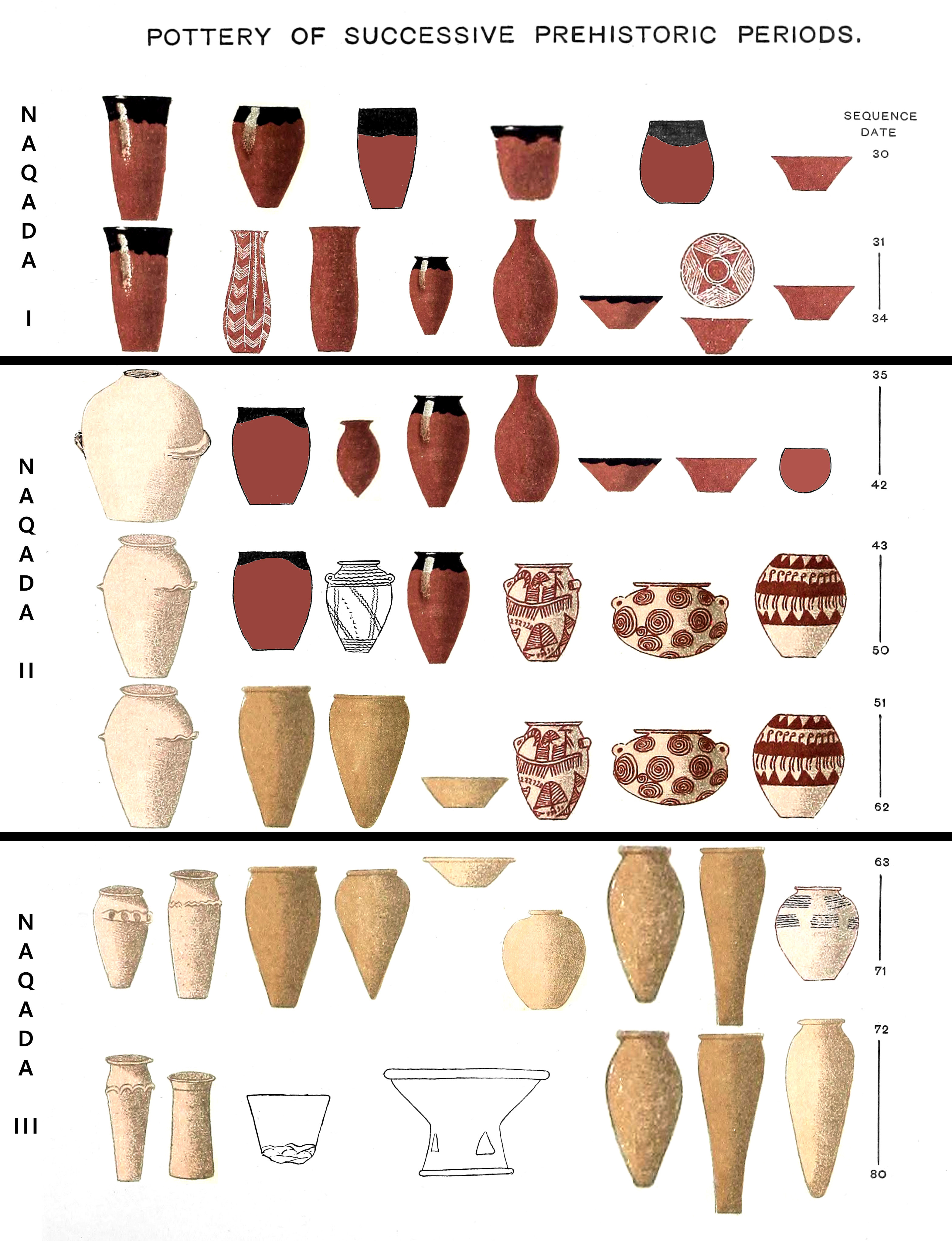
Chronologie keramiky starověkého Egypta na základě stratigrafie

Správná identifikace a dokumentace stratigrafických jednotek má zásadní význam pro dataci archeologických nálezů. Veškeré movité artefakty a ekofakty jsou evidovány podle stratigrafických jednotek (uloženin), v nichž byly nalezeny - sáčky jsou označeny číslem příslušné stratigrafické jednotky. Nemovité artefakty představují obvykle vlastní stratigrafické jednotky.
Přímo ze stratigrafické matice lze vyčíst, které vrstvy jsou starší a které mladší. Z toho je možné odvodit i relativní datování archeologických nálezů - předměty ze starších vrstev musí být starší než nálezy z mladších stratigrafických jednotek. Dále lze předpokládat, že artefakty, nalezené v jedné stratigrafické jednotce jsou přibližně shodného stáří. Tato jednotka přitom nemůže být starší než je stáří nejmladšího získaného artefaktu. Generace archeologů tak pomocí stratigrafie a typologie (sledování tvarových změn artefaktů) vytvářely a postupně zpřesňovaly představy o změnách a vývoji artefaktů v čase. K tomuto účelu byly nejvhodnější nálezy, nacházené ve větším množství a podléhající rychlým změnám, módě (keramické nádoby, šperky, zbraně). Během 2. poloviny 20. století byly chronologické změny takových artefaktů v evropských zemích zdokumentovány natolik, že mohou být zpětně používány k dataci archeologických situací, v nichž jsou nalézány. Relativní datování však mohou komplikovat intruze, tedy nálezy, které svým stářím nebo účelem neodpovídají kontextu, ve kterém byly zachyceny.
I bez nálezů artefaktů je stratigrafie zásadní pro relativní datování nemovitých archeologických památek a pro sledování minulých událostí na ploše archeologického výzkumu. Pomocí stratigrafie tak lze sledovat, jakým způsobem se vyvíjela zástavba na daném prostoru.